# Rocky och Bullwinkle på äventyr
Rocky och Bullwinkle på äventyr (originaltitel: The Adventures of Rocky and Bullwinkle) är en amerikansk komedi från 2000. Den är baserad på den tecknade TV-serien med samma namn, som är skriven av Jay Ward. Den hade biopremiär i USA 30 juni 2000 och i Sverige 4 juni 2000.

## Handling
1964 läggs den tecknade TV-serien Rocky och Bullwinkle på äventyr ner, och de två huvudkaraktärerna Rocket (Rocky) J. Squirrel (June Foray) och Bullwinkle J. Moose (Keith Scott) blir både arbetslösa och hemlösa när deras hem, Frostbite Falls, förstörs genom avskogning. Bullwinkle ser optimistiskt på framtiden, medan Rocky i sin depression tappat sin förmåga att flyga. Under tiden lyckas Fearless Leader (Robert De Niro), Boris Badenov (Jason Alexander) och Natasha Fatale (Rene Russo) ta sig ut i den riktiga världen och starta TV-stationen "RBTV (Really Bad Television)". Deras mål är att hypnotisera mänskligheten genom television för att sedan ta över hela jordklotet. Men FBI försöker så klart sätta käppar i hjulet för deras plan, så de tar Rocky och Bullwinkle till hjälp.

## Rollista
| Rene Russo       | – Natasha              |
| Jason Alexander  | – Boris                |
| Piper Perabo     | – Karen Sympathy       |
| Randy Quaid      | – Cappy von Trapment   |
| Robert De Niro   | – Fearless Leader      |
| June Foray       | – Rocky                |
| Keith Scott      | – Bullwinkle           |
| Janeane Garofalo | – Minnie Mogul         |
| Carl Reiner      | – P.G. Biggershot      |
| Jonathan Winters | – Whoppa Chopper Pilot |
| John Goodman     | – Oklahoma Cop         |
| Kenan Thompson   | – Lewis                |
| Kel Mitchell     | – Martin               |
| James Rebhorn    | – President Signoff    |
| David Alan Grier | – Measures             |